# Caroline Norrby
Anna Caroline Norrby, född Caroline Kull den 6 augusti 1979 i Stockholm, är en svensk exekutiv producent, och tidigare programpresentatör och programledare på TV4 Media.

## TV-medverkan
- 2000–2005 – Lattjo Lajban[1]
- 2003–2005 – Siv & Viv (TV-serie)
- 2009 – Såld på hus
- 2013 – Trädgårdshjälpen